# Rifampicine
La rifampicine est un antibiotique de la famille des rifamycines utilisé pour traiter un certain nombre d'infections bactériennes dont la tuberculose, la lèpre et la légionellose en combinaison avec d'autres antibiotiques. La rifampicine est également utilisée pour prévenir les infections de Haemophilus influenzae de type b et prévenir la méningite pour des personnes exposées à ces maladies. En cas de traitement de longue durée, il est recommandé de tester les fonctions hépatiques et la composition sanguine des patients. La rifampicine est administrable par voie orale et par injection intraveineuse.
La rifampicine est un analogue semisynthétique, plus stable, des rifamycines. Elle a été découverte en 1965 et est commercialisée depuis 1968 en Italie et depuis 1971 aux Etats-Unis. Cet antibiotique fait partie de la liste des médicaments essentiels de l'Organisation mondiale de la santé. Il agit en bloquant la synthèse de l'ARN dans les bactéries. La rifampicine est de couleur rouge-orange, elle provoque une coloration similaire de l'urine et de la sueur des patients traités et peut entrainer des problèmes au foie ou des réactions allergiques.

## Usage médical

### Mycobactérie
La rifampicine est utilisée dans le traitement de la tuberculose. Des études réalisées en laboratoire sur le traitement par antibiotique de la tuberculose par monothérapie ont montré l'apparition rapide de résistance avec des taux de résistance de 10-7 à 10-10 pour les bacilles de Koch par génération. Afin de limiter le développement de résistance et pour raccourcir la durée du traitement, la rifampicine est administrée, pour un patient adulte, quotidiennement en polythérapie avec d'autres antibiotiques, la pyrazinamide, l'éthambutol et l'isoniazide pendant 2 mois puis en association avec l'isoniazide pendant 4 autres mois. Pour un patient enfant, la polythérapie est composée de rifampicine, de pyrazinamide et d'isoniazide pendant deux mois, puis de rifampicine et d'isoniazide les quatre mois suivants.
En association avec la dapsone, l'acédapsone et la clofazimine, la rifampicine est utilisée pour lutter contre Mycobacterium leprae, responsable de la lèpre,.
La rifampicine est employée en association avec la streptomycine ou avec la clarithromycine ou la moxifloxacine en substitution de la streptomycine contre Mycobacterium ulcerans, responsable de l'ulcère de Buruli. Un traitement de huit semaines permet la rémission dans 80 % des cas.

### Autres bactéries et protozoaires
La rifampicine est utilisée dans le traitement du Staphylococcus aureus résistant à la méticilline (SARM) en combinaison avec l'acide fusidique, y compris pour des infections difficiles à traiter telles que l'ostéomyélite et l'infection des prothèses articulaires. La rifampicine est également recommandée comme une alternative de traitement aux infections par les agents pathogènes portés par les tiques comme Anaplasma phagocytophilum lorsque le traitement par doxycycline est contre-indiqué, comme pour la femme enceinte ou pour les patients ayant des antécédents d'allergie aux antibiotiques tétracyclines,.
La rifampicine est également utilisée dans le traitement prophylactique contre Neisseria meningitidis (méningocoque). Elle ne franchit pas la barrière hémato-encéphalique et, lorsque le germe a déjà atteint les méninges, elle n'altère donc pas le tableau clinique, permettant ainsi, sans retard diagnostique, de traiter la maladie par des antibiotiques tels que les céphalosporines de troisième génération, plus efficaces au niveau des méninges.
La rifampicine peut être également utilisée pour traiter les infections par des espèces de Listeria, Neisseria gonorrhoeae, Haemophilus influenzae, et Legionella pneumophila. Pour ces cas non standards, des tests de sensibilité sont recommandés avant de commencer la thérapie avec la rifampicine.
En revanche, plusieurs espèces sont intrinsèquement résistantes au traitement à la rifampicine comme les espèces d'entérobactéries Acinetobacter et Pseudomonas. L'association de la rifampicine et de l'amphotéricine B pour traiter la méningoencéphalite amibienne primitive causée par Naegleria fowleri s'est avérée infructueuse. La rifampicine étant inefficace contre les spirochètes, elle est utilisée comme agent sélectif pour les isoler.
La rifampicine est également utilisée en médecine vétérinaire pour traiter des infections à Rhodococcus equi chez le cheval, ce qui pose des problèmes au niveau des résistances par l'utilisation d'une telle molécule en médecine vétérinaire.

### Sensibilité de quelques espèces pathogènes
| Micro-organisme                                  | CMI50 (μg/ml) | CMI90 (μg/ml) | gamme (μg/ml) |
| ------------------------------------------------ | ------------- | ------------- | ------------- |
| Mycobacterium tuberculosis                       | 0.0039        | 0.0039        | 0.002 - 0.125 |
| Mycobacterium bovis                              | -             | -             | 0.0125 - ?    |
| Mycobacterium kansasii (en) (ATCC 12478)         | -             | -             | 0.025 - ?     |
| Staphylococcus aureus résistant à la méticilline | ≤0.06         | ≤0.06         | ≤0.006 – 256  |
| Chlamydia pneumoniae                             | -             | -             | 0.005 - ?     |

## Effets secondaires

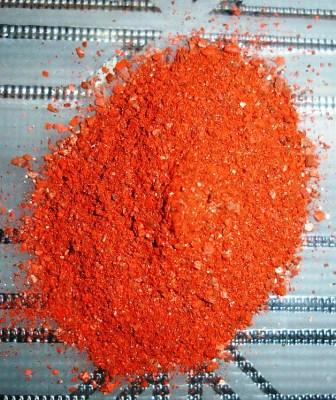
Rifampicine en poudre.

La rifampicine présente une hépatotoxicité comme effet indésirable principal, les patients traités par cet antibiotique doivent réaliser de fréquents tests de la fonction hépatique pour détecter des lésions éventuelles sur le foie.
La rifampicine est fort inducteur enzymatique, elle stimule la surexpression d'enzymes de la superfamille du cytochrome P450 hépatique (tels que CYP2C9 et CYP3A4) accélérant la dégradation de nombreux autres médicaments éliminés par le foie. La rifampicine peut provoquer une série de réactions indésirables lorsqu'elle est prise en même temps que d'autres médicaments. Par exemple, les patients subissant un traitement anticoagulant à long terme avec la coumaphène doivent être particulièrement prudents et augmenter leur dose de coumaphène afin d'éviter les risques de thromboembolie.
La rifampicine accélère le métabolisme hépatique des hormones, elle réduit l'efficacité de la contraception hormonale, dans la mesure où les grossesses non désirées ont été rapportées chez les utilisatrices de contraceptifs oraux prenant de la rifampicine même de courte durée (par exemple, comme la prophylaxie contre l'exposition à la méningite bactérienne).
Les effets indésirables les plus fréquents associés à la prise de rifampicine sont la fièvre, des troubles gastro-intestinaux, des éruptions cutanées et des réactions immunologiques. La rifampicine provoque chez les patients traités à la rifampicine la coloration rouge-orange de fluides corporels comme l'urine et les larmes. Cette coloration peut également être utilisée pour surveiller l'absorption efficace du médicament (si la couleur attendue avec le traitement n'est pas visible dans l'urine, le patient doit décaler la prise du médicament davantage par rapport aux repas ou à la consommation de lait). La coloration de la sueur et des larmes n'est pas directement perceptible cependant la sueur peut tacher des vêtements d'une légère teinte orange, les larmes peuvent colorer de façon permanente des lentilles de contact souples. La rifampicine pouvant être excrétée dans le lait maternel, l'allaitement doit être évité pendant le traitement.
Les effets indésirables de la rifampicine sont :
- toxicité hépatique : hépatite, insuffisance hépatique dans les cas graves ;
- au niveau respiratoire : dyspnée ;
- au niveau cutané : bouffées vasomotrices, prurit, éruption cutanée, hyperpigmentation, rougeur et larmoiement ;
- au niveau abdominal : nausées, vomissements, crampes abdominales avec ou sans diarrhée ;
- symptômes pseudo-grippaux : frissons, fièvre, maux de tête, arthralgie et malaise. La rifampicine a une bonne pénétration dans le cerveau, ce qui peut directement expliquer certains malaises et dysphorie pour une minorité d'utilisateurs.

Des réactions d'allergie à la rifampicine peuvent se produire caractérisées par des éruptions cutanées, des démangeaisons, un gonflement de la langue ou de la gorge, des étourdissements graves et des difficultés respiratoires.

## Interaction
La rifampicine est un inducteur de nombreuses enzymes de la superfamille du cytochrome P450 dont CYP2B6, CYP2C8, CYP2C9, CYP2C19, CYP3A4, CYP3A5 et CYP3A7. Elle permet d'accélérer le métabolisme des médicaments métabolisés par l'une de ces enzymes dans le corps. La rifampicine entraîne alors une forte diminution de la demi-vie des médicaments métabolisés par ces enzymes : œstroprogestatifs, anti-vitamines K, antiépileptiques, corticoïdes, ciclosporine, tacrolimus, bêta-bloquants, thyroxine, antirétroviraux.

## Mode d'action

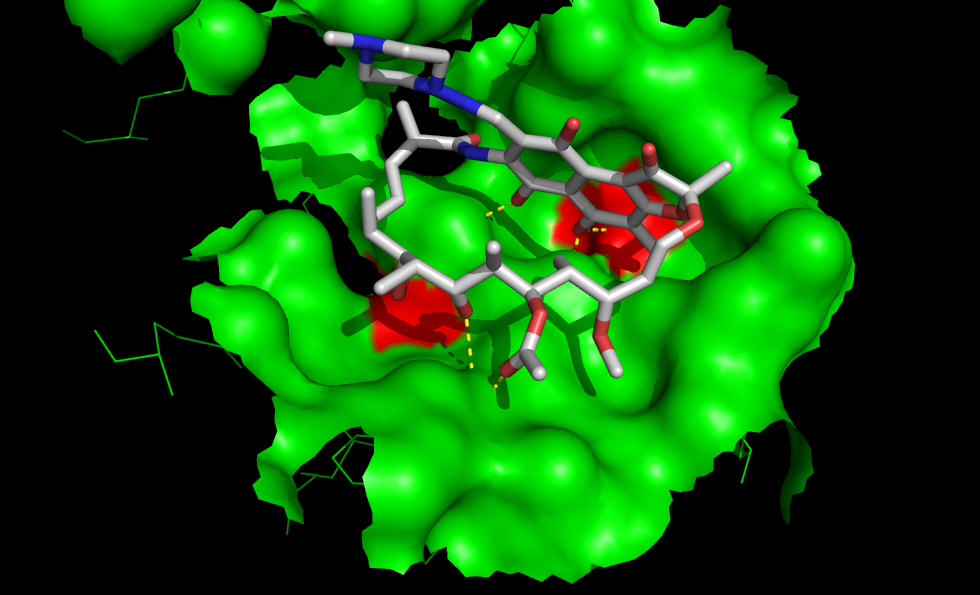
Fixation de la rifampicine dans le site actif de l'ARN polymérase bactérienne. Les mutations des acides aminés en rouge sont responsables de l'apparition de résistance à la rifampicine.

La rifampicine agit en se liant spécifiquement à l'ARN polymérase bactérienne et en inhibant ainsi la transcription des ARN messagers,.
Les données des structures cristallographiques et les données biochimiques indiquent que la rifampicine se lie à l'ARN polymérase bactérienne sur un site adjacent au centre actif de l'ARN polymérase consacré à la synthèse de l'ARN. La rifampicine bloque physiquement la formation de la liaison phosphodiester dans le squelette de l'ARN empêchant l'extension des molécules d'ARN au-delà d'une longueur de 2 à 3 nucléotides,.
La résistance à la rifampicine provient de mutations modifiant les résidus du site de fixation de la rifampicine à l'ARN polymérase qui entrainent une diminution de l'affinité pour la rifampicine. La plupart de ces mutations résistantes sont situées sur le gène rpoB de l'ARN polymérase codant la sous-unité bêta. Dans Escherichia coli, la majorité des mutations entrainant une résistance à la rifampicine se trouvent dans 3 groupes sur le gène rpoB. Le groupe I correspond aux acides aminés 509 à 533, le groupe II aux acides aminés 563 à 572 et le groupe III correspond à l'acide aminé 687.
Les mêmes correspondances sont trouvées dans les autres espèces possédant une résistance à la rifampicine. Dans le cas du bacille de Koch, la majorité des mutations conduisant à la résistance à la rifampicine est située dans le groupe I et plus spécifiquement sur l'acide aminé 531. Une mutation d'un codon TCG en TTG entraine le changement d'une leucine en sérine. D'autres résistances du bacille de Koch à la rifampicine sont liées à des mutations sur le groupe III du gène rpoB.

## Pharmacocinétique
Lorsque la rifampicine est administrée par voie orale, les concentrations plasmatiques maximales sont observées deux à quatre heures après l'ingestion. Cependant, l'association avec l'acide 4-aminosalicylique (un autre médicament antituberculeux) réduit de manière significative l'absorption de la rifampicine entrainant des pics de concentration plus faibles. En cas de prescription de ces deux médicaments pour le traitement de la tuberculose, ils doivent être ingérés séparément avec un intervalle de huit à 12 heures entre les administrations.
La rifampicine est facilement absorbée par le tractus gastro-intestinal ; le groupe fonctionnel ester est rapidement hydrolysé dans la bile. Cette hydrolyse est catalysée par un pH élevé et par la présence d'estérases spécifiques au substrat. Au bout de six heures, la quasi-totalité du médicament est désacétylé. Sous cette forme désacétylée, la rifampicine est encore un antibiotique puissant mais elle ne peut plus être réabsorbée par l'intestin, elle est ensuite éliminée du corps. Seulement environ 7 % du médicament administré sera excrété inchangé dans l'urine. L'élimination urinaire représente seulement environ 30 % de l'excrétion du médicament, environ 60 % à 65 % est excrété par les selles.
La demi-vie de la rifampicine est comprise entre 1,5 à 5 heures, en cas d'insuffisance hépatique la demi-vie augmentera de manière significative. La prise de rifampicine durant un repas inhibe l'absorption de la rifampicine par le tractus gastro-intestinal et entraine une augmentation de son élimination. La concentration sanguine maximale est diminuée de 36 %. La diminution de l'absorption rifampicine avec de la nourriture est parfois suffisante pour affecter sensiblement la couleur de l'urine, qui peut être utilisée comme marqueur pour savoir si oui ou non une dose du médicament a été effectivement absorbée.
La distribution du médicament est élevée dans l'organisme, la rifampicine atteint des concentrations efficaces dans de nombreux organes et des fluides corporels, y compris le liquide cérébrospinal. Étant donné que la substance elle-même est rouge, une concentration élevée de rifampicine est à l'origine de la coloration rouge-orange de la salive, des larmes, de la sueur, de l'urine et des fèces. Environ 60 % à 90 % du médicament est lié aux protéines plasmatiques.

## Utilisation en biotechnologie
La rifampicine inhibe l'ARN polymérase bactérienne, cet antibiotique est couramment utilisé pour inhiber la synthèse des protéines bactériennes de l'hôte au cours de l'expression de protéines recombinantes chez les bactéries. En effet, l'ARN codant le gène recombinant est habituellement transcrit à partir de l'ADN par une ARN polymérase T7 virale, son expression n'est alors pas affectée par la présence de l'antibiotique.

## Découverte
En 1957, un groupe de chercheurs italiens dirigés par Maria Teresa Timbal (1925-1969) et Piero Sensi (it) du laboratoire de recherche pharmaceutique Lepetit à Milan, découvre dans un échantillon de sol d'une forêt de pins de la Côte d'Azur une nouvelle bactérie produisant une nouvelle classe de molécules à activité antibiotique. Sensi, Timbal et leur équipe étant friands de films, entre autres du film français policier « Du rififi chez les hommes », ont décidé de nommer cette nouvelle classe de molécules les « rifamycines » en hommage au film français. Il faut attendre deux ans supplémentaires pour obtenir des composés semi-synthétiques plus stables. Une des molécules possédant une grande efficacité et une bonne tolérance est identifiée en 1959 et appelée « rifampicine ». Elle est commercialisée en 1971.
La rifampicine fait partie de la liste des médicaments essentiels de l'Organisation mondiale de la santé (liste mise à jour en avril 2015).